# Sebastião Carneiro de Almeida
Sebastião Carneiro de Almeida é um professor, matemático e escritor brasileiro.

## Biografia
Bacharel e Mestre em Matemática pela Universidade Federal do Ceará - UFC (1972 e 1975). Obteve o Mestrado em Matemática pela Universidade da Califórnia em Berkeley, em 1979 e o Doutorado (PhD) pela State University of New York at Stony Brook em 1982. Foi Professor Titular do Departamento de Matemática da UFC. Chefe e atualmente Professor Titular e Subchefe do Departamento de Economia Aplicada da Universidade Federal do Ceará, onde leciona disciplinas da área de Economia matemática. Tem experiência na área de Matemática, com ênfase em Geometria diferencial, atuando principalmente nos seguintes temas: Hipersuperfícies mínimas e Hipersuperfícies de curvatura média ou escalar constante.
É irmão do Diplomata Francisco Carneiro de Almeida, que serviu em diversas embaixadas do Brasil. É pai do também pesquisador, Eduardo Almeida, que atualmente trabalha na NASA desenvolvendo pesquisas que ajudarão a aperfeiçoar os robôs espaciais da agência.

## Obras publicadas

### Livros publicados
- Variável complexa em nível intermediário
- Análise matemática: princípios e aplicações na economia
- Minimal Hypersurfaces of S4 with Constant Gauss-Kroenecker Curvature

### Artigos científicos[4]
- Minimal hypersurfaces of S4 with non-zero Gauss-Kronecker curvature. Boletim da Sociedade Brasileira de Matemática, Rio de Janeiro-RJ, v. 1`4, n.2, p. 137-146, 1983.
- Minimal hypersurfaces of a positive scalar curvature manifold. Mathematische Zeitschrift, Alemanha, v. 190, p. 73-82, 1985.
- Com BRITO, F. G. B. . The Geometry of Closed Hypersurfaces. Séminaire de Théorie Spectrale Et Géométrie, Chambéry-Grenoble, v. 6, p. 109-116, 1988.
- Com BRITO, F. G. B. . Closed 3-dimensional hypersurfaces with constant mean curvature and constant scalar curvature.. Duke Mathematical Journal, v. 61, n.1, p. 195-206, 1990.
- Com BRITO, F. G. B. . Closed hypersurfaces of S4 with constant mean curvature and constant scalar curvature. Proceedings Of The International Symposium On Mathematics And Theoretical Physics, Toronto, p. 172-187, 1990.